# Oeneis hora
Oeneis hora är en fjärilsart som beskrevs av Grum-grshimailo 1888. Oeneis hora ingår i släktet Oeneis och familjen praktfjärilar. Inga underarter finns listade i Catalogue of Life.